# Eddie Hardin
Eddie Hardin (19. února 1949 – 22. července 2015) byl anglický zpěvák a hráč na klávesové nástroje. Byl členem kapely The Spencer Davis Group a později vystupoval s Axis Point. Rovněž nahrál několik společných alb s bubeníkem Petem Yorkem. Své první sólové album nazvané Home Is Where You Find It vydal v roce 1972 a následovala jej řada dalších. Během své kariéry spolupracoval s mnoha hudebníky, mezi které patří například Graham Bonnet, Zak Starkey, Maggie Bell a Jon Lord. Zemřel na infarkt při relaxaci v bazénu ve věku 66 let.